# غانغوون (مقاطعة كوريا الجنوبية)
مقاطعة غانغوون (غانغوون دو | بالهانغل: 강원도 | بالهانجا: 江原道) هي مقاطعة كورية جنوبية وعاصمتها تشنتشون. قبل تقسيم كوريا في سنة 1945 كانت المقاطعة - بالإضافة لشقيقتها كانغوون في كوريا الشمالية - تشكل مقاطعة واحدة.
في عام 2010، عين الممثل سو جي سب سفيراً للنوايا الحسنة للسياحة في المقاطعة.

## التاريخ
كانت مقاطعة غانغوون إحدى مقاطعات جوسون الثمانية. أنشئت المقاطعة في سنة 1395 واستمدت اسمها من اسم مدينتيها الرئيسيتين وهما غانغننغ (강릉 | 江陵) وعاصمة المقاطعة وونجو (원주 | 原州).
في سنة 1895 استبدلت المقاطعة - في عملية تغيير التقسيمات الإدارية (이십삼부) - بمديرية تشنتشون (تشنتشون بو | 춘천부 | 春川府) في الغرب وبمديرية غانغننغ (غانغننغ بو | 강릉부 | 江陵府) في الشرق (أصبحت وونجو جزءاً من مديرية تشنغجو).
في سنة 1896 أُعيد تقسيم كوريا إلى 13 مقاطعة (십삼도) حيث أُعيد دمج المديريتين وشكّلت مقاطعة غانغوون من جديد، ومع أن مدينة وونجو عادت للمقاطعة إلا أن العاصمة انتقلت إلى مدينة تشنتشون.
في سنة 1945 قسمت مقاطعة غانغوون (مع بقية كوريا) إلى قسمين شمال وجنوب خط عرض 38 شمال بسبب احتلال المنطقتين الشمالية والجنوبية بواسطة الاتحاد السوفيتي والولايات المتحدة الأمريكية، بعد ذلك ضمت وونسان إلى الجزء الشمالي من المقاطعة في سنة 1946. وفي سنة 1948 انضم الجزء الجنوبي إلى جمهورية كوريا ونتيجة لهدنة الحرب الكورية في 1953 أصبحت الحدود بين الجزئين الشمالي والجنوبي خط حدود عسكري فاصل، ومنذ الهدنة ظلت الحدود كما هي.

## جغرافية المنطقة

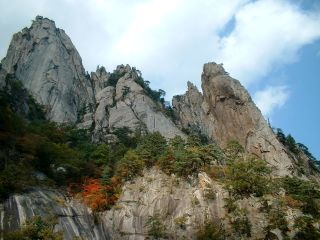
جبل سوراك أحد جبال غانغوون.

### الموقع
يحد المقاطعة من الغرب مقاطعة غيونغي، ومن الجنوب مقاطعتي تشنغتشونغ الشمالية وغيونغسانغ الشمالية. من الشمال يحدها مثيلتها الكورية الشمالية مقاطعة كانغوون. تغطي سلسلة جبال تايبايك (تايبايك سانمايك) معظم الأراضي إلى البحر ولذا فإن ساحلها شديد الانحدار.